# Список глав государств в 30 году до н. э.
| 31 до н. э. ← Список глав государств по годам → 29 до н. э. |

## Азия
- Анурадхапура — Кутаканна Тисса, царь (42 до н. э. — 20 до н. э.)
- Армения Великая — Арташес II, царь (34 до н. э. — 20 до н. э.)
- Армения Малая:
  - Полемон I Понтийский, царь (33 до н. э. — 30 до н. э.)
  - Артавазд I, царь (30 до н. э. — 20 до н. э.)
- Атропатена:
  - Артавазд I, царь (56 до н. э. — 30 до н. э.)
  - Ассинал, царь (30 до н. э. — ок. 20 до н. э.)
- Иберия:
  - Фарнаваз II, царь  (63 до н. э. — 30 до н. э.)
  - Мириан II, царь  (30 до н. э. — 20 до н. э.)
- Индо-греческое царство — Аполлофан, царь  (35 до н. э. — 25 до н. э.)
- Индо-скифское царство — Азес II, царь (35 до н. э. — 12 до н. э.)
- Иудея — Ирод I Великий, царь  (37 до н. э. — 4 до н. э.)
- Каппадокия — Архелай Филопатор, царь (36 до н. э. — 17)
- Китай (Династия Хань) — Чэн-ди (Лю Ао), император  (33 до н. э. — 7 до н. э.)
- Коммагена — Митридат II,  царь (38 до н. э. — 20 до н. э.)
- Корея:
  - Когурё — Тонмёнсон (Ко Чжумон), тхэван (37 до н. э. — 19 до н. э.)
  - Махан — Кё, вождь (33 до н. э. — 17 до н. э.)
  - Силла — Хёккосе, исагым (57 до н. э. — 4)
  - Тонбуё — Кымва, ван (48 до н. э. — 7 до н. э.)
- Магадха (династия Кадва) — Сусарман, царь (ок. 40 до н. э. — ок. 26 до н. э.)
- Набатейское царство:
  - Малику I, царь (60 до н. э./59 до н. э. — 30 до н. э.)
  - Ободат III, царь (30 до н. э. — 9 до н. э.)
- Осроена — Пакор, царь (34 до н. э. — 29 до н. э.)
- Парфия — Фраат IV, царь (37 до н. э. — 2 до н. э.)
- Понтийское царство — Полемон I, царь (38 до н. э. — 8 до н. э.)
- Сатавахана:
  - Мегхасвати, махараджа (48 до н. э. — 30 до н. э.)
  - Свати, махараджа (30 до н. э. — 12 до н. э.)
- Харакена — Аттамбел I,  царь (ок. 47 до н. э./46 до н. э. — ок. 25 до н. э./24 до н. э.)
- Хунну — Фучжулэй, шаньюй (31 до н. э. — 20 до н. э.)
- Элимаида — Камнаскир VI,  царь (ок. 46 до н. э. — ок. 28 до н. э.)
- Япония — Судзин, тэнно (император) (97 до н. э. — 29 до н. э.)

## Африка
- Египет:
  - Клеопатра VII Филопатор, царица (51 до н. э. — 30 до н. э.)
  - Птолемей XV Цезарион, фараон (44 до н. э. — 30 до н. э.)
  - в 30 году Египет стал провинцией Римской республики
- Мероитское царство (Куш) — Аманирена, царица (ок. 40 до н. э. — ок. 10 до н. э.)
- Нумидия — Юба II, царь (30 до н. э. — 25 до н. э.)

## Европа
- Атребаты — Коммий, вождь (ок. 50 до н. э. — 20 до н. э.)
- Боспорское царство:
  - Динамия, царица (47 до н. э. — ок. 12 до н. э.)
  - Асандр, царь (47 до н. э. — 17 до н. э.)
- Дакия — Котисо (Косон), вождь (ок. 40 до н. э. — ок. 9 до н. э.)
- Ирландия — Лугайд Риаб н-Дерг, верховный король (33 до н. э. — 9 до н. э.)[1]
- Одрисское царство (Фракия) — 
  - Котис VII, царь астов (31 до н. э. — 18 до н. э.)
  - Котис II, царь сапеев (42 до н. э. — 15 до н. э.)
- Римская республика:
  - Октавиан Август, консул (30 до н. э.)
  - Марк Лициний Красс, консул (30 до н. э.)

## Галерея

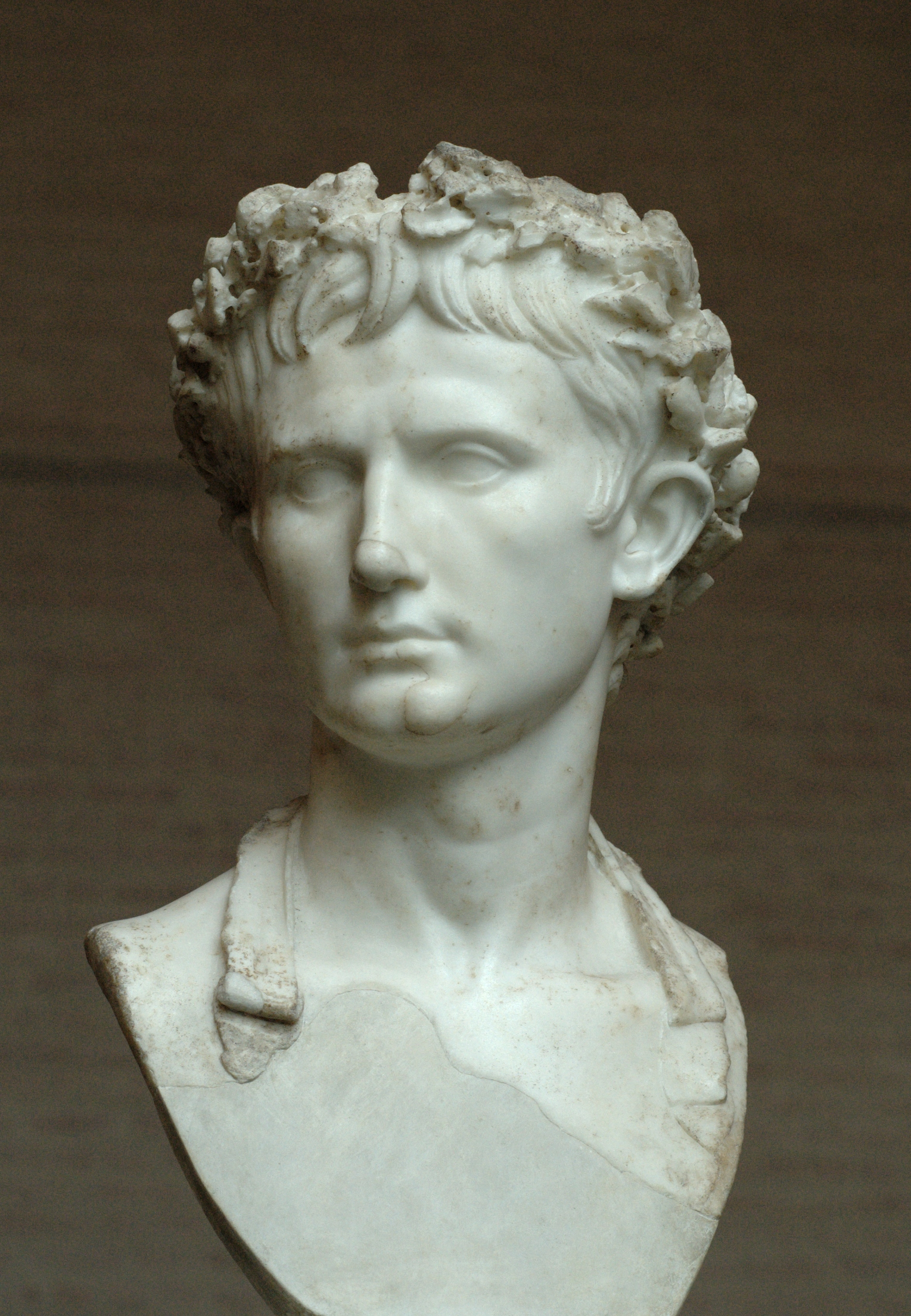
Октавиан Август 30-28 до н.э. Консул Римской республики
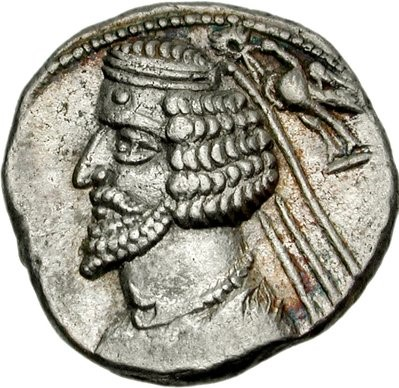
Фраат IV 37 до н.э.— 2 до н.э. Царь Парфии
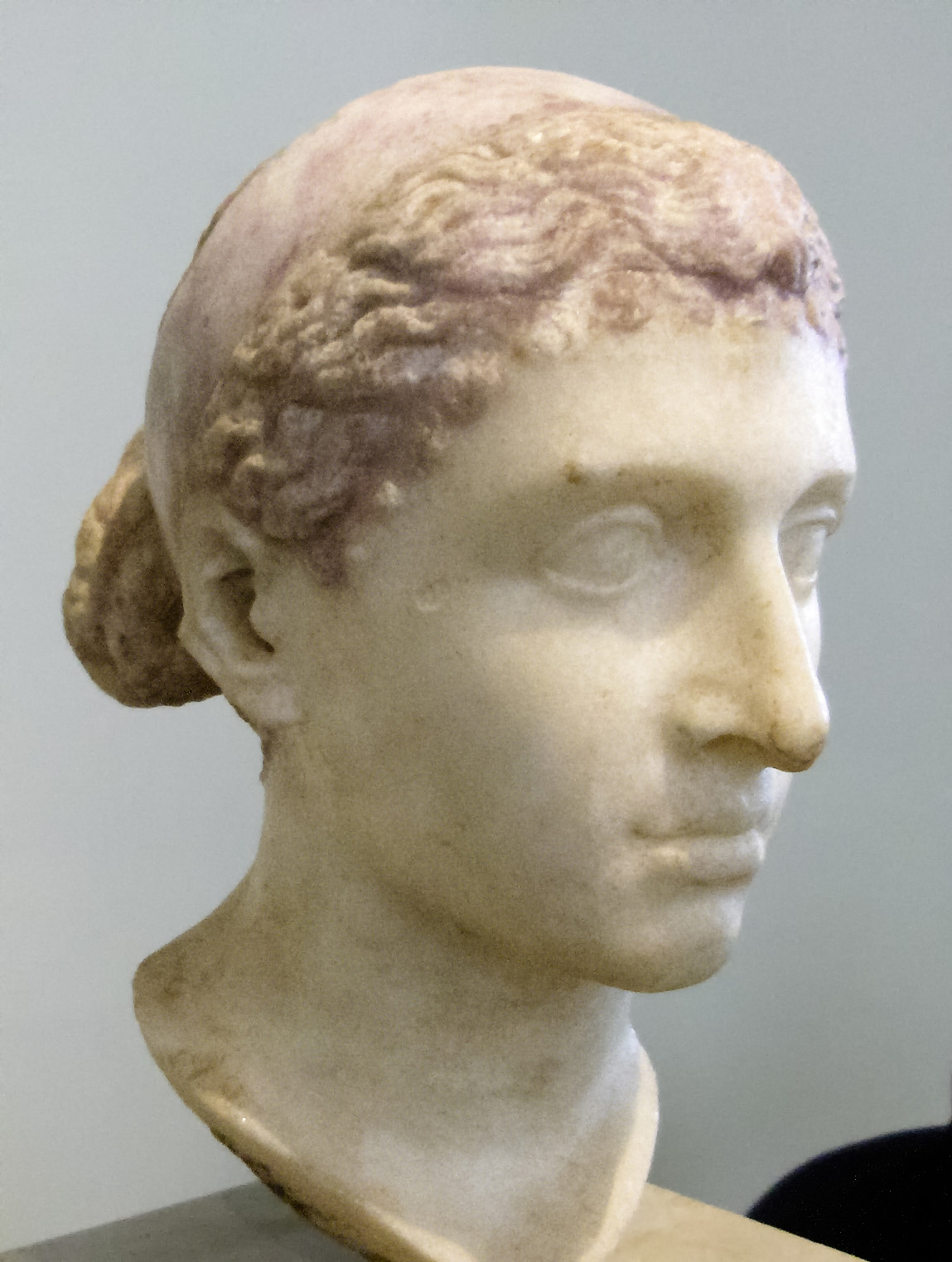
Клеопатра VII 51 до н.э.— 30 до н.э. Царица Египта
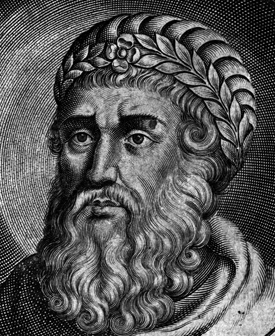
Ирод I Великий 37 до н.э.— 4 до н.э. Царь Иудеи
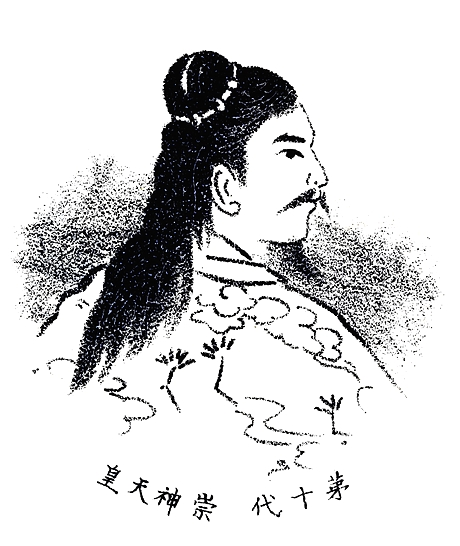
Судзин 97 до н.э.—29 до н.э. Император Японии
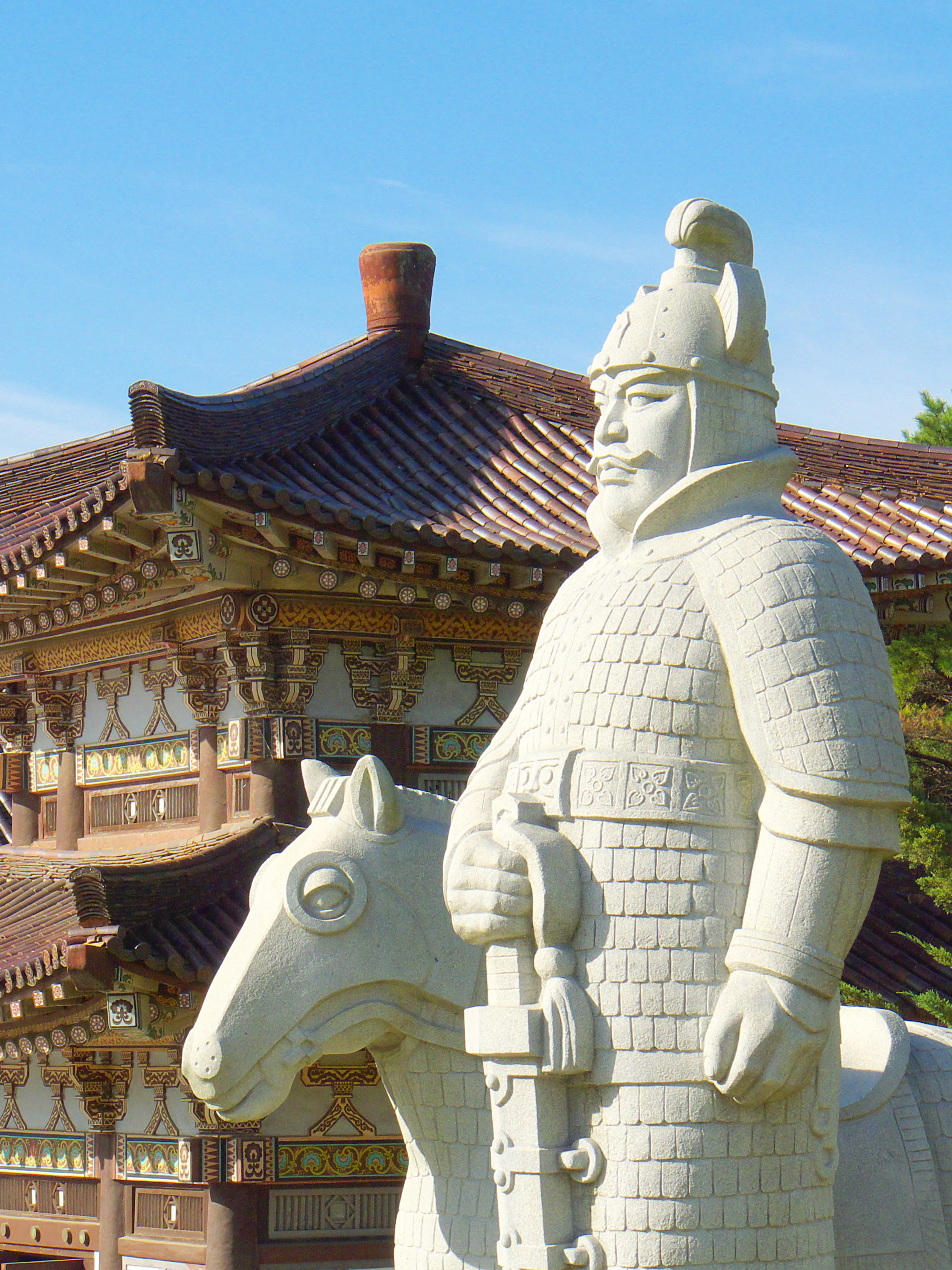
Тонмёнсон (Ко Чжумон) 37 до н.э.—19 до н.э. Тхэван Когурё